# Tiolà

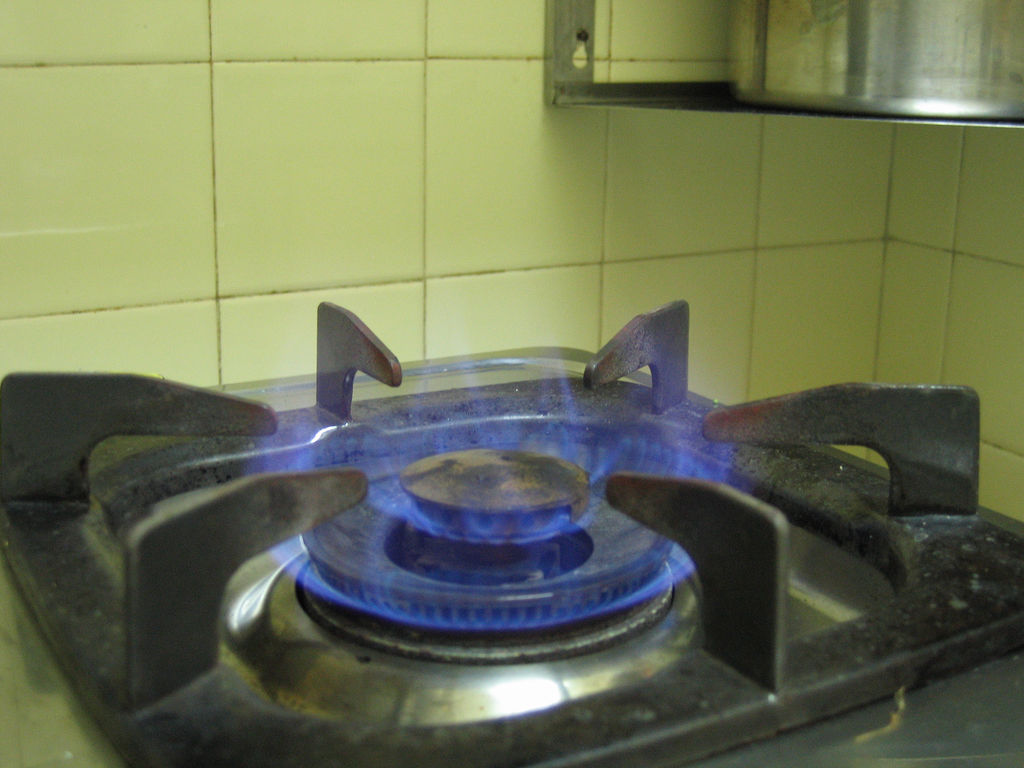
El tiolà és el que dona olor al gas natural

El tiolà, tetrahidrotiofè, THT o tiaciclopentanona és un hidrocarbur cíclic pentagonal, amb un grup CH₂ a quatre de les arestes i un àtom de sofre (S) a la cinquena. La seva fórmula química és C₄H₈S i la seva massa molecular és de 88,2. És el que s'utilitza per a donar olor al gas natural a França, Andorra i Espanya, entre altres països.

## Propietats físiques
A temperatura ambient és un líquid incolor. Té una olor molt característica, que als Països Catalans correspon a l'olor de gas. En realitat és la substància que dona olor al gas natural, per a poder detectar les fuites, com a mesura de seguretat, ja que el gas natural sol no té olor. És tres vegades més dens que l'aire, cosa per la qual tendeix a caure avall, i té pràcticament una densitat idèntica a la de l'aigua. Es fon a -96 °C i bull als 119 °C. No és miscible en aigua. És altament inflamable, pot explotar si hom li acosta una cigarreta o guspires, d'un llumí o un encenedor, per exemple.

## Propietats químiques

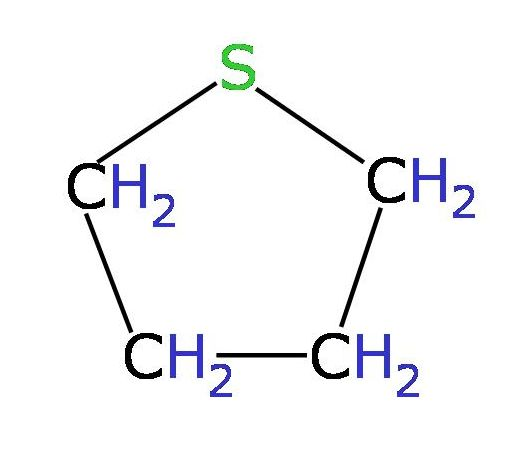
Estructura química del tiolà

Reacciona violentament amb oxidants forts i amb àcid nítric.

## Efectes a la salut humana
La substància es pot absorbir per inhalació del vapor, tant per les vies respiratòries com a través de la pell. El contacte repetitiu o perllongat del tiolà a la pell pot provocar dermatitis. El tiolà líquid asseca la pell, que queda vermella i amb sensació de cremada. El tiolà vapor irrita els ulls, la pell i les vies respiratòries. La seva ingestió provoca dolors abdominals, raó per a no menjar quan sentim la seva olor. Pot tenir efectes sobre el sistema nerviós central.

## Dades ambientals
En combustió, pot formar fums tòxics. Aquesta substància pot ser perillosa pel medi ambient, especialment a l'aigua.